# Птолемеј III Еуергет
Птолемеј III Еуергет (грч: Πτολεμαῖος Εὐεργέτης) био је трећи краљ Египта из династије Птолемејида. Наследио је оца, Птолемеја II Филаделфа и владао је Египтом од 246. до 222. п. н. е..

## Породица
Птолемеј III Еуергет био је син Птолемеја II Филаделфа и Арсиноје I, ћерке Лизимаха, једног од Александрових војсковођа. Оца је наследио 246. године пре н. е, а 244/3. се оженио Береником II, ћерком киренског краља Мага од Кирене. Береника је Птолемеју III родила четворо деце Арсиноју III, Птолемеја IV Филопатора, Мага и још једну ћерку по имену Береника.

## Владавина
У самом Египту владавина Птолемеја III значајна је по новооуведеној пракси да се владарски декрети објављују у виду двојезичних натписа уклесаних у камену, писаних на три писма (грчком алфабету, египатски хијероглифи и египатско демотско писмо). Птолемејева стела тзв. Камен из Канопуса је натпис објављен 238. године пре н. е, делимично и у част владара, његове супруге и ћерке Беренике. Неколико владарски наређења обнародованих на натпису односе се на свештеничке колегијуме и уводе преступни дан у египатски соларни календар по коме је година трајала 365 дана. Захваљујући упоредном тексту на грчком језику, Камен из Канопуса је у 19. веку употребљен, уз Камен из Розете, у дешифровању староегипатских хијероглифа.
У грчкој четврти у Александрији Птолемеј III је основао Серапеј, храм посвећен Серапису. Све до победе хришћанства крајем 4. века наше ере, Серапеј је био један од најзначајнијих вишебожачких храмова у грчко-римском свету.

## Рат са Селеукидима
Птолемеј Еуергет је са успехом водио Трећи сиријски рат (246-241. године п. н. е.) против традиционалних ривала, династије Селеукида. После смрти Антиоха II Tea, краљева удовица Береника, сестра Птолемеја III, позвала је свог брата у Антиохију како би јој помогао да свог малолетног сина прогласи за краља. Када је Птолемеј пристигао његова сестра и њен син су убијени у Антиохији, а нови селеукидски краљ је постао Селеук II Калиник, Антиохов син из првог брака. Птолемеј Еуергет је успешно водио овај рат против Селеука и закратко је заузео Антиохију и Вавилон. Међутим, у рат се као Селеуков савезник умешао македонски краљ Антигон II Гоната и Птолемејиди су трајно изгубили Кикладе. Ипак, Птолемеј III је 241. п. н. е. закључио повољан мировни споразум којим је добио северну обалу Сирије укључујући и Селеукију Пиерију, луку Антиохије. Трећи сиријски рат означио је врхунац спољнополитичке моћи краљевине Птолемејида.

## Породично стабло
|  |                         |  |  |  |  |  |  |  |  |  |  |  |  |  |  |  |
|  | 2. Птолемеј II Филаделф |  |  |  |  |  |  |  |  |  |  |  |  |  |  |  |
|  |                         |  |  |  |  |  |  |  |  |  |  |  |  |  |  |  |
|  |                         |  |  |  |  |  |  |  |  |  |  |  |  |  |  |  |
|  | 1. Птолемеј III Еуергет |  |  |  |  |  |  |  |  |  |  |  |  |  |  |  |
|  |                         |  |  |  |  |  |  |  |  |  |  |  |  |  |  |  |
|  |                         |  |  |  |  |  |  |  |  |  |  |  |  |  |  |  |
|  | 3. Арсиноја I           |  |  |  |  |  |  |  |  |  |  |  |  |  |  |  |
|  |                         |  |  |  |  |  |  |  |  |  |  |  |  |  |  |  |
|  |                         |  |  |  |  |  |  |  |  |  |  |  |  |  |  |  |